# Rhynchospora plusquamrobusta
Rhynchospora plusquamrobusta är en halvgräsart som beskrevs av Modesto Luceño och M.Martins. Rhynchospora plusquamrobusta ingår i släktet småag, och familjen halvgräs. Inga underarter finns listade i Catalogue of Life.